# Srđan Milić
Srđan Milić, cyr. Срђан Милић (ur. 17 września 1965 w Barze) – czarnogórski polityk i przedsiębiorca, poseł do Zgromadzenia Czarnogóry, przewodniczący Socjalistycznej Partii Ludowej Czarnogóry (SNP) w latach 2006–2017, kandydat w wyborach prezydenckich w 2008.

## Życiorys
Srđan Milić ukończył handel zagraniczny i turystykę na Uniwersytecie w Dubrowniku. Po studiach zamieszkał w Budvie, gdzie ożenił się i założył rodzinę. Od 1983 do 1990 pracował tam w branży turystycznej. W latach 1991–1992 był zatrudniony w wydziale turystyki miasta Kotor. Od 1992 do 2002 prowadził własną działalność gospodarczą.
Zaangażował się w działalność polityczną w ramach Socjalistycznej Partii Ludowej Czarnogóry. W 2002 po raz pierwszy został wybrany na deputowanego do Zgromadzenia Czarnogóry, uzyskując reelekcję w kolejnych wyborach w 2006, 2009, 2012 i 2016. W 2006, po słabym wyniku SNP w wyborach parlamentarnych i rezygnacji Predraga Bulatovicia, został nowym przewodniczącym ugrupowania.
Srđan Milić wziął udział w wyborach prezydenckich w 2008. Zajął w nich ostatnie, 4. miejsce z wynikiem 11,9% głosów. Niski wynik wyborczy współtworzonej w 2016 przez SNP koalicji skutkował jego ustąpieniem z funkcji przewodniczącego partii, w 2017 na tym stanowisku zastąpił go Vladimir Joković.